# Chaetosa churchilli
Chaetosa churchilli är en tvåvingeart som beskrevs av Malloch 1931. Chaetosa churchilli ingår i släktet Chaetosa och familjen kolvflugor. Inga underarter finns listade i Catalogue of Life.